# Premis Oscar de 1994
Els Premis Oscar de 1994 (en anglès: 67th Academy Awards) foren presentats el dia 27 de març de 1995 en una cerimònia realitzada al Shrine Auditorium de Los Angeles.
L'esdeveniment fou presentat pel comediant i presentador de televisió David Letterman.

## Curiositats
La pel·lícula més nominada de la nit fou Forrest Gump de Robert Zemeckis amb 13 nominacions, convertint-se en la pel·lícula més nominada de la història juntament amb Qui té por de Virginia Woolf? de Mike Nichols (1966). Així mateix fou la guanyadora de la nit amb sis premis, entre ells millor pel·lícula, director, actor o guió adaptat. La gran perdedora de la nit fou Cadena perpètua de Frank Darabont, que amb set nominacions no aconseguí cap premi.
Per segona vegada a la història dels Oscars tres dels quatre actors guanyadors ja havien rebut un premi anterior, un fet que no passava des de l'edició de 1938. Així mateix Tom Hanks repetí victòria en l'apartat de millor actor de forma consecutiva, un fet que havia aconseguit únicament en categoria masculina Spencer Tracy.
La victòria, per segon cop, de Dianne Wiest en l'apartat de millor actriu secundària la convertí en la primera intèrpret, masculina o femenina, en aconseguir sengles premis per dos films dirigits per la mateixa persona, en aquest cas Woody Allen. La victòria de Jessica Lange com a millor actriu la convertí en la segona actriu de la història en aconseguir l'Oscar a millor actriu secundària (que havia guanyat en l'edició de 1982) i principal, just pel darrere de Meryl Streep.

## Premis
A continuació es mostren les pel·lícules que varen guanyar i que estigueren nominades a l'Oscar l'any 1994:
| Millor pel·lícula | Millor direcció |
| --- | --- |
| - Forrest Gump (Wendy Finerman, Steve Tisch i Steve Starkey per a Paramount Pictures) - Cadena perpètua (Niki Marvin per a Castle Rock Entertainment) - Pulp Fiction (Lawrence Bender per A Band Apart, Jersey Films i Miramax Films) - Quatre bodes i un funeral (Duncan Kenworthy per a Polygram Filmed Entertainment, Channel Four Films i Working Title Films) - Quiz Show (Robert Redford, Michael Jacobs, Julian Kranin i Michael Nozik per a Hollywood Pictures) | - Robert Zemeckis per Forrest Gump - Woody Allen per Bales sobre Broadway - Quentin Tarantino per Pulp Fiction - Robert Redford per Quiz Show - Krzysztof Kieślowski per Tres colors: Vermell |
| Millor actor | Millor actriu |
| - Tom Hanks per Forrest Gump com a Forrest Gump - Morgan Freeman per Cadena perpètua com a Ellis Boyd Redding - Nigel Hawthorne per La follia del rei George com a Jordi III del Regne Unit - Paul Newman per Nobody's Fool com a Donald "Sully" Sullivan - John Travolta per Pulp Fiction com a Vincent Vega | - Jessica Lange per Les coses que no moren mai com a Carly Marshall - Jodie Foster per Nell com a Nell Kellty - Miranda Richardson per Tom i Viv com a Vivienne Haigh-Wood - Winona Ryder per Donetes com a Jo March - Susan Sarandon per El client com a "Reggie" Love |
| Millor actor secundari | Millor actriu secundària |
| - Martin Landau per Ed Wood com a Béla Lugosi - Samuel L. Jackson per Pulp Fiction com a Jules Winnfield - Chazz Palminteri per Bales sobre Broadway com a Cheech - Paul Scofield per Quiz Show com a Mark Van Doren - Gary Sinise per Forrest Gump com a Tinent Dan Taylor | - Dianne Wiest per Bales sobre Broadway as Helen Sinclair - Rosemary Harris per Tom i Viv com a Rose Robinson Haigh-Wood - Helen Mirren per La follia del rei George as Carlota de Mecklenburg - Uma Thurman perb Pulp Fiction com a Mia Wallace - Jennifer Tilly per Bales sobre Broadway com a Olive Neal |
| Millor guió original | Millor guió adaptat |
| - Quentin Tarantino i Roger Avary per Pulp Fiction - Woody Allen i Douglas McGrath per Bales sobre Broadway - Peter Jackson i Fran Walsh per Heavenly Creatures - Richard Curtis per Quatre bodes i un funeral - Krzysztof Kieślowski i Krzysztof Piesiewicz per Tres colors: Vermell | - Eric Roth per Forrest Gump (sobre hist. de Winston Groom) - Frank Darabont per Cadena perpètua (sobre hist. de Stephen King) - Alan Bennett per La follia del rei George (sobre obra de teatre pròpia) - Robert Benton per Nobody's Fool (sobre hist. de Richard Russo) - Paul Attanasio per Quiz Show (sobre hist. de Richard N. Goodwin) |
| Millor pel·lícula de parla no anglesa | |
| - Cremat pel sol de Nikita Mikhalkov (Rússia) - Eat Drink Man Woman d'Ang Lee (Taiwan) - Farinelli, Il Castrato de Gérard Corbiau (Bèlgica) - Fresa y chocolate de Tomás Gutiérrez Alea i Juan Carlos Tabío (Cuba) - Pred doždot de Milcho Manchevski (Macedònia) | |
| Millor banda sonora | Millor cançó original |
| - Hans Zimmer per The Lion King - Thomas Newman per Cadena perpètua - Alan Silvestri per Forrest Gump - Elliot Goldenthal per Interview with the Vampire - Thomas Newman per Donetes | - Elton John (música); Tim Rice (lletra) per The Lion King ("Can You Feel the Love Tonight") - Carole Bayer Sager, James Newton Howard, James Ingram i Patty Smyth (música i lletra) per Junior ("Look What Love Has Done") - Elton John (música); Tim Rice (lletra) per The Lion King ("Circle of Life") - Elton John (música); Tim Rice (lletra) per The Lion King ("Hakuna Matata") - Randy Newman (música i lletra) per The Paper ("Make Up Your Mind") |
| Millor fotografia | Millor maquillatge |
| - John Toll per Llegendes de passió - Roger Deakins per Cadena perpètua - Don Burgess per Forrest Gump - Piotr Sobocinski per Tres colors: Vermell - Owen Roizman per Wyatt Earp | - Ve Neill, Rick Baker i Yolanda Toussieng per Ed Wood - Daniel Striepeke, Hallie D'Amore i Judith A. Cory per Forrest Gump - Daniel Parker, Paul Engelen i Carol Hemming per Frankenstein de Mary Shelley |
| Millor direcció artística | Millor vestuari |
| - Ken Adam; Carolyn Scott per La follia del rei George - Santo Loquasto; Susan Bode per Bales sobre Broadway - Rick Carter; Nancy Haigh per Forrest Gump - Dante Ferretti; Francesca Lo Schiavo per Interview with the Vampire - Lilly Kilvert; Dorree Cooper per Llegendes de passió | - Lizzy Gardiner i Tim Chappel per Les aventures de Priscilla - Colleen Atwood per Donetes - Jeffrey Kurland per Bales sobre Broadway - April Ferry per Maverick - Moidele Bickel per La Reine Margot |
| Millor muntatge | Millor so |
| - Arthur Schmidt per Forrest Gump - Richard Francis-Bruce per Cadena perpètua - Frederick Marx, Steve James i Bill Haugse per Hoop Dreams - John Wright per Speed - Sally Menke per Pulp Fiction | - Gregg Landaker, Steve Maslow, Bob Beemer i David MacMillan per Speed - Robert J. Litt, Elliot Tyson, Michael Herbick i Willie D. Burton per Cadena perpètua - Donald O. Mitchell, Michael Herbick, Frank A. Montaño i Art Rochester per Clear and Present Danger - Randy Thom, Tom Johnson, Dennis S. Sands i William B. Kaplan per Forrest Gump - Paul Massey, David E. Campbell, Chris David i Douglas Ganton per Llegendes de passió                   |
| Millors efectes visuals | Millors efectes sonors |
| - Ken Ralston, George Murphy, Stephen Rosenbaum i Allen Hall per Forrest Gump - Scott Squires, Steve Spaz Williams, Tom Bertino i Jon Farhat per La màscara - John Bruno, Thomas L. Fisher, Jacques Stroweis i Patrick McClung per True Lies | - Stephen Hunter Flick per Speed - Bruce Stambler i John Leveque per Clear and Present Danger - Gloria Borders i Randy Thom per Forrest Gump |
| Millor documental | Millor curtmetratge documental |
| - Maya Lin: A Strong Clear Vision de Freida Lee Mock i Terry Sanders - Complaints of a Dutiful Daughter de Deborah Hoffmann - D-Day Remembered de Charles Guggenheim - Freedom on My Mind de Connie Field i Marilyn Mulford - A Great Day in Harlem de Jean Bach | - A Time for Justice de Charles Guggenheim - 89mm od Europy de Marcel Lozinski - Blues Highway de Vince DiPersio i Bill Guttentag - School of the Americas Assassins de Robert Richter - Straight from the Heart de Dee Mosbacher i Frances Reid |
| Millor curtmetratge | Millor curtmetratge d'animació |
| - Franz Kafka's It's a Wonderful Life de Peter Capaldi i Ruth Kenley-Letts - Trevor de Peggy Rajski i Randy Stone - Kangaroo Court de Sean Astin i Christine Astin - On Hope de JoBeth Williams i Michele McGuire - Syrup de Paul Unwini i Nick Vivian | - Bob's Birthday d'Alison Snowden i David Fine - The Big Story de Tim Watts i David Stoten - The Janitor de Vanessa Schwartz - The Monk and the Fish de Michael Dudok de Wit - Triangle d'Erica Russell |

## Premi Honorífic

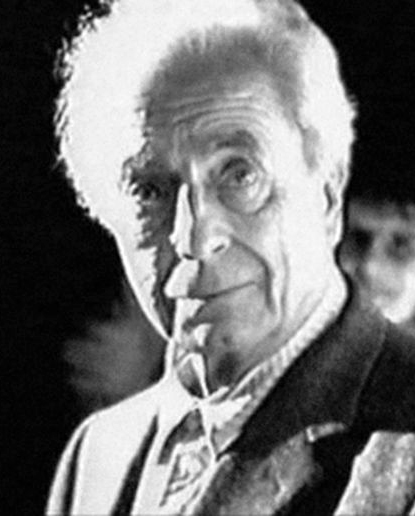
Michelangelo Antonioni

- Michelangelo Antonioni - en reconeixement del seu lloc com un dels mestres de l'estilisme visual del cinema. [estatueta]

## Premi Humanitari Jean Hersholt
- Quincy Jones

## Premi Irving G. Thalberg
- Clint Eastwood

## Presentadors
| Nom                             |                                                                                  |
| ------------------------------- | -------------------------------------------------------------------------------- |
| Randi Thomas                    | Anunciador dels premis                                                           |
| Arthur Hiller (president AMPAS) | Obertura i benvinguda                                                            |
| Tommy Lee Jones                 | Millor actriu secundària                                                         |
| Sharon Stone                    | Millor vestuari                                                                  |
| Keanu Reeves                    | Presentador del segment Pulp Fiction, nominada a millor pel·lícula               |
| Rene Russo                      | Introductor a la interpretació de la cançó "Make Up Your Mind"                   |
| Uma Thurman                     | Millor maquillatge                                                               |
| Sarah Jessica Parker            | Millors efectes de so                                                            |
| Steve Martin                    | Millor muntatge                                                                  |
| Sally Field                     | Presentador del segment Forrest Gump, nominada a millor pel·lícula               |
| Anna Paquin                     | Millor actor secundari                                                           |
| Matt Dillon                     | Introductor a la interpretació de la cançó "Look What Love Has Done"             |
| Oprah Winfrey                   | Premi Humanitari Jean Hersholt a Quincy Jones                                    |
| Paul Newman                     | Millor fotografia                                                                |
| Jamie Lee Curtis                | Premis Científics i Tècnics                                                      |
| Tim Allen                       | Millor curtmetratge                                                              |
| Bugs Bunny Ànec Daffy           | Millor curtmetratge d'animació                                                   |
| Gregory Peck                    | Presentador del segment Quiz Show, nominada a millor pel·lícula                  |
| Tim Robbins Susan Sarandon      | Millor direcció artística                                                        |
| Steven Seagal                   | Millors efectes visuals                                                          |
| Angela Bassett                  | Introductor a la interpretació de les cançons "Circle of Life" i "Hakuna Matata" |
| Samuel L. Jackson John Travolta | Millor curtmetratge documental i millor documental                               |
| Ellen Barkin                    | Millor so                                                                        |
| Jack Nicholson                  | Premi Honorífic a Michelangelo Antonioni                                         |
| Hugh Grant Andie MacDowell      | Millor música original                                                           |
| Julia Ormond                    | Introductor a la interpretació de la cançó "Can You Feel the Love Tonight"       |
| Sylvester Stallone              | Millor cançó                                                                     |
| Jeremy Irons                    | Millor pel·lícula de parla no anglesa                                            |
| Annette Bening                  | Presentador del segment Quatre bodes i un funeral, nominada a millor pel·lícula  |
| Anthony Hopkins                 | Millor guió original i millor guió adaptat                                       |
| Sigourney Weaver                | Presentadora del segment In Memoriam                                             |
| Arnold Schwarzenegger           | Premi Irving G. Thalberg a Clint Eastwood                                        |
| Tom Hanks                       | Millor actriu                                                                    |
| Denzel Washington               | Presentador del segment Cadena perpètua, nominada a millor pel·lícula            |
| Holly Hunter                    | Millor actor                                                                     |
| Steven Spielberg                | Millor direcció                                                                  |
| Robert De Niro Al Pacino        | Millor pel·lícula                                                                |

### Actuacions
| Nom                                | Paper                        | Peça                                                        |
| ---------------------------------- | ---------------------------- | ----------------------------------------------------------- |
| Bill Conti                         | Arranjador musical Conductor | Orquestra                                                   |
| Tim Curry Kathy Najimy Mara Wilson | Intèrprets                   | "Make 'Em Laugh" de Cantant sota la pluja durant l'obertura |
| Randy Newman                       | Intèrpret                    | "Make Up Your Mind" de The Paper                            |
| Patty Smyth                        | Intèrpret                    | "Look What Love Has Done" de Junior                         |
| Hinton Battle                      | Intèrpret                    | "Circle of Life" de The Lion King                           |
| David Alan Grier Ernie Sabella     | Intèrprets                   | "Hakuna Matata" de The Lion King                            |
| Elton John                         | Intèrpret                    | "Can You Feel the Love Tonight" de The Lion King            |

## Múltiples nominacions i premis
| Premis | Pel·lícula                 |
| ------ | -------------------------- |
| 13     | Forrest Gump               |
| 7      | Bales sobre Broadway       |
| 7      | Cadena perpètua            |
| 7      | Pulp Fiction               |
| 4      | La follia del rei George   |
| 4      | The Lion King              |
| 4      | Quiz Show                  |
| 3      | Donetes                    |
| 3      | Llegendes de passió        |
| 3      | Speed                      |
| 3      | Tres colors: Vermell       |
| 2      | Clear and Present Danger   |
| 2      | Ed Wood                    |
| 2      | Interview with the Vampire |
| 2      | Nobody's Fool              |
| 2      | Quatre bodes i un funeral  |
| 2      | Tom i Viv                  |

| Premis | Pel·lícula    |
| ------ | ------------- |
| 6      | Forrest Gump  |
| 2      | Ed Wood       |
| 2      | The Lion King |
| 2      | Speed         |